# CzeV 1640
CzeV 1640 est un système stellaire quadruple constitué de deux systèmes binaires à éclipses.